# Lijst van afleveringen van FlashForward
Dit is een lijst met afleveringen van de Amerikaanse televisieserie FlashForward, gebaseerd op het boek Flashforward uit 1999 van schrijver Robert J. Sawyer. De serie telt 1 seizoen. Een overzicht van alle afleveringen is hieronder te vinden. Dit seizoen werd uitgezonden in Nederland van 1 juli tot en met 2 september 2010 op Veronica. Op 14 mei 2010 maakte ABC bekend dat de serie geen vervolg meer zal krijgen vanwege tegenvallende kijkcijfers.

## Seizoens overzicht
| Seizoen | Afleveringen | Originele uitzendingen | Originele uitzendingen | Dvd-release regio 2 |
| Seizoen | Afleveringen | Seizoens première      | ... finale             | Dvd-release regio 2 |
| ------- | ------------ | ---------------------- | ---------------------- | ------------------- |
| 1       | 22           | 24 september 2009      | 27 mei 2010            | 27 juni 2010        |

## Seizoen 1 (2009-2010)
| Nr. | Titel                           | Datum uitzending  | Datum uitzending | Kijkcijfers | Datum uitzending |
| --- | ------------------------------- | ----------------- | ---------------- | ----------- | ---------------- |
| 1 | No More Good Days               | 24 september 2009 | 1 juli 2010      | 361.000     | 14 januari 2010  |
| Wat een doodnormale dag had moeten zijn, wordt er een die alle levens compleet verandert wanneer de hele wereld een black-out krijgt van 137 seconden. Tijdens deze black-out krijgt iedereen kijk in zijn of haar toekomst en die blijkt niet voor iedereen even rooskleurig te zijn. Voor FBI agent Mark Benford (Joseph Fiennes) en zijn partner, Demetri Noh (John Cho), gebeurt dat tijdens een auto-achtervolging en later zullen ze dit fenomeen gaan onderzoeken. Ondertussen wordt de vrouw van Mark, Olivia (Sonya Walger), wakker op de vloer van de operatiekamer.                                                                         |                                 |                   |                  |             |                  |
| 2 | White to Play                   | 1 oktober 2009    | 1 juli 2010      | 341.000     | 21 januari 2010  |
| Mark en Demetri reizen af naar Utah om daar onderzoek te doen naar een verdachte die misschien iets met de blackout te maken heeft. Olivia ontmoet de man uit haar flashforward en haar dochter, Charlie, heeft moeite om met haar flashforward om te gaan. |                                 |                   |                  |             |                  |
| 3 | 137 Sekunden                    | 8 oktober 2009    | 8 juli 2010      | 161.000     | 28 januari 2010  |
| Wanneer een bejaarde gevangene beweert dat hij kan verklaren waarom de blackout 137 seconden duurde, reizen Mark en Janis af naar Duitsland om hem te spreken. Eenmaal daar blijkt dat de gevangene vrijgelaten wil worden in ruil voor zijn informatie. |                                 |                   |                  |             |                  |
| 4 | Black Swan                      | 15 oktober 2009   | 8 juli 2010      | 183.000     | 4 februari 2010  |
| Demetri en Mark zijn gespannen na Demetri’s flashforward. Demetri besluit op zoek te gaan naar een manier om zijn dood te voorkomen. Mark beseft dat de angsten van Demetri zijn daden zo erg beïnvloeden dat hij zijn rationeel denkvermogen volledig kwijt is. |                                 |                   |                  |             |                  |
| 5 | Gimme Some Truth                | 22 oktober 2009   | 15 juli 2010     | 165.000     | 11 februari 2010 |
| Mark ziet zich in de verdediging gedwongen wanneer hij ondervraagd wordt over de details van zijn Flashforward tijdens een hoorzitting van de Senaat Intelligence Committee. Deze zal beslissen of Wedeck's team gefinancierd blijft. Ondertussen vraagt Janis zich af hoe haar Flashforward gevolgen zal hebben voor haar huidige relatie. Olivia ontvangt een anoniem bericht met betrekking tot Mark's Flashforward. |                                 |                   |                  |             |                  |
| 6 | Scary Monsters and Super Creeps | 29 oktober 2009   | 15 juli 2010     | 213.000     | 18 februari 2010 |
| Mark Benford, Demetri en Wedeck proberen de aanval op Janis de aanslag op henzelf te koppelen. Olivia confronteert Mark over zijn Flashforward. Demetri en Gough volgen een aanwijzing van Mark zijn FlashForward. Dylan raakt vermist uit het ziekenhuis. |                                 |                   |                  |             |                  |
| 7 | The Gift                        | 5 november 2009   | 22 juli 2010     | 238.000     | 25 februari 2010 |
| Mark, Demetri, Gough en MI6 agent Fiona Banken onderzoeken de Blue Hand vereniging en haar mogelijke verbinding met recente zelfmoorden. Ondertussen krijgt Aaron een onverwacht bezoek van een oude legermaat van zijn overleden dochter. Demetri verteld Zoey over zijn gebrek aan een Flashforward en Nicole helpt Bryce bij het onthullen het mysterie van zijn Flashforward, terwijl ze helpt in het ziekenhuis. |                                 |                   |                  |             |                  |
| 8 | Playing Cards with Coyote       | 12 november 2009  | 22 juli 2010     | 236.000     | 4 maart 2010     |
| Mark breekt zijn romantisch uitstapje met Olivia af wanneer een tip leidt tot de ontdekking van de getatoeëerde moordenaar welke hij in zijn Flashforward zag. Simon en Lloyd beslechten een debat tijdens een spelletje poker. Aaron leert de waarheid over zijn dochters dodelijke ongeval, en Janis keert terug aan het werk, maar denkt na over haar toekomst bij de afdeling. |                                 |                   |                  |             |                  |
| 9 | Believe                         | 19 november 2009  | 29 juli 2010     | 189.000     | 11 maart 2010    |
| Bryce begint aan de zoektocht naar de vrouw in zijn Flashforward. Aaron wordt verontrust over het vreemde gedrag van Tracy. Mark poogt te achterhalen wie er verantwoordelijk is voor de SMS aan Olivia en het bekendmaken van zijn alcoholgebruik tijdens zijn FlashForward. Demetri's collega's proberen de mysterieuze beller te vinden die hem over zijn ongelukkige lot heeft gewaarschuwd. |                                 |                   |                  |             |                  |
| 10 | A561984                         | 3 december 2009   | 29 juli 2010     | 185.000     | 18 maart 2010    |
| Tegen Wedeck's orders in, reizen Mark en Demetri naar Hong Kong op zoek naar de vrouw die beweert de details van het lot van Demetri te weten. Lloyd zich los te trekken van zijn en Simon's betrokkenheid bij de mondiale blackout - tegen Simon's beter weten in - en Zoey ontdekt de ware betekenis van haar FlashForward. |                                 |                   |                  |             |                  |
| 11 | Revelation Zero (deel 1)        | 18 maart 2010     | 5 augustus 2010  | 202.000     | 25 maart 2010    |
| Na de ontvoering van Lloyd wordt Mark van de zaak gehaald en gedwongen om met een therapeut te praten. Demetri zal een team moeten vormen met Vogel om de vermiste wetenschapper te vinden. En wanneer Simon ook ontvoerd wordt, moet de FBI beide vermisten vinden voor het te laat is. |                                 |                   |                  |             |                  |
| 12 | Revelation Zero (deel 2)        | 18 maart 2010     | 5 augustus 2010  | 200.000     | 1 april 2010     |
| Mark is geschorst van de FBI en mag niet meer op kantoor verschijnen, en Demetri krijgt een nieuwe partner toegewezen: Agent Vogel. Mark vervolgt zijn onderzoek naar de ontvoering van Lloyd en Janis doet onderzoek naar Simon die bestanden probeert te stelen van de computer van Lloyd. |                                 |                   |                  |             |                  |
| 13 | Blowback                        | 25 maart 2010     | 12 augustus 2010 | 147.000     | 8 april 2010     |
| Aaron zoekt dieper naar de reden waarom de black-ops-eenheid Jericho achter zijn dochter aan zit. Later, wordt zijn dochter vermist, en hij verdenkt zijn dochter's vriend. Mark blijft Lloyd vragen over een telefoongesprek dat plaatsvond tijdens hun FlashForwards, en komt erachter dat hij D. Gibbons kent. Ook Zoey probeert alles binnen haar macht om Demetri's lot te veranderen. Timbaland is een gastacteur. |                                 |                   |                  |             |                  |
| 14 | Better Angels                   | 1 april 2010      | 12 augustus 2010 | 163.000     | 15 april 2010    |
| Demetri, Janis, Simon en Vogel reizen naar Somalië op zoek naar aanwijzingen naar een mysterieuze toren en ontmoeten een gevaarlijke man die zag dat zijn dorpsgenoten een black-out kregen in 1991. Bryce vertelt Nicole dat hij kanker heeft, en Olivia probeert haar dochter Charlie zover te krijgen dat ze haar vertelt wat ze zag in haar FlashForward. |                                 |                   |                  |             |                  |
| 15 | Queen Sacrifice                 | 8 april 2010      | 19 augustus 2010 | 172.000     | 22 april 2010    |
| Mark en Vogel zetten een plan in werking om de FBI mol te ontdekken, welke uiteindelijk zou kunnen resulteren in het vervreemden van Mark van zijn collega's. Ondertussen, in een poging om zijn familie en zijn huwelijk te beschermen, verlaat Mark het huis. Keiko zet haar zoektocht in Los Angeles naar Bryce voort en vindt werk op de vreemdste plek. |                                 |                   |                  |             |                  |
| 16 | Let No Man Put Asunder          | 8 april 2010      | 19 augustus 2010 | 172.000     | 22 april 2010    |
| Demetri besluit zijn trouwplannen met Zoey te versnellen, wanneer de gevangen FBI mol de datum van zijn voorspelde moord bevestigt. Wedeck probeert Aaron te helpen met infiltreren in Jericho om Tracy te redden. Olivia's vriendschap met Lloyd wordt sterker. |                                 |                   |                  |             |                  |
| 17 | The Garden of Forking Paths     | 22 april 2010     | 26 augustus 2010 | 167.000     | 6 mei 2010       |
| De klok tikt voor het leven Demetri wanneer Mark en zijn team op zoek gaan naar zijn verblijfplaats. Terreurverdachte Alda Herzog belooft Zoey informatie te geven over waar Demetri is - maar tegen een prijs. Olivia leert de identiteit van de persoon kennen die haar het SMS-bericht stuurde om haar te informeren haar dat Mark aan het drinken was in zijn FlashForward. |                                 |                   |                  |             |                  |
| 18 | Goodbye Yellow Brick Road       | 29 april 2010     | 26 augustus 2010 | 196.000     | 13 mei 2010      |
| Janis blijft haar collega FBI-agenten dwarsbomen als een mol voor een mysterieuze werkgever. Olivia krijgt verontrustend nieuws van Gabriel, die is onderworpen aan tal van FlashForwards. Aaron's leven is in gevaar in Afghanistan wanneer hij probeert op te gaan in de lokale bevolking voor zijn zoektocht naar zijn dochter. |                                 |                   |                  |             |                  |
| 19 | Course Correction               | 6 mei 2010        | 26 augustus 2010 | 221.000     | 20 mei 2010      |
| Demetri en Agent Banks proberen een moordenaar op te sporen wanneer er vragen rijzen over of het universum zijn eigen koers corrigeert, nadat mensen die dachten dat ze aan hun lot ontsnapt waren, dood zijn aangetroffen. Met tegenzin stemt Mark ermee in om Simon te helpen zijn zus, Annabelle, te vinden, maar ontdekt dat de waarheid over haar ware omstandigheden van hem is achtergehouden. De FBI ontdekt de identiteit van Suspect Zero. Nicole komt de verblijfplaats van Keiko - de vrouw in Bryce's FlashForward - te weten, maar worstelt met de vraag of ze deze informatie moet delen, vanwege haar groeiende gevoelens voor hem.    |                                 |                   |                  |             |                  |
| 20 | The Negotiation                 | 13 mei 2010       | 2 september 2010 | n.b.        | 27 mei 2010      |
| Het is 28 april - de dag vóór de profeteerde FlashForward datum - en terwijl de wereld wacht om te zien of hun toekomstvisies zullen uitkomen, moet Mark alles doen wat in zijn macht ligt om Gabriel, die de link is tussen Dyson Frost en de Global Blackout, te beschermen. Aaron lokaliseert ontvoerders van zijn dochter, en zet zijn leven op het spel om om haar te redden. Janis is belast met het doden van een collega-agent en Simon komt oog in oog te staan met het hoofd van de snode organisatie die verantwoordelijk zou kunnen zijn voor de blackout.                                                                                 |                                 |                   |                  |             |                  |
| 21 | Countdown                       | 20 mei 2010       | 2 september 2010 | n.b.        | 3 juni 2010      |
| Mark vervolgt zijn ondervraging van Hellinger in een wanhopige poging om uit te vinden wanneer de volgende blackout zal gebeuren. Demetri moet kiezen tussen het helpen van Janis en Simon inbreken in NLAP om de blackout te voorkomen, of de voortvluchtige Simon bij de FBI aangeven. Lloyd vindt de gemene deler die hem kan helpen bij het oplossen van de complexe vergelijking waar hij aan werkte in zijn FlashForward. Terwijl Tracy vecht voor haar leven, ontdekt Aaron waarom Jericho achter haar aan zat. Nicole worstelt met haar sterke gevoelens voor Bryce en wat er zou gebeuren als ze hem vertelt dat ze wist waar Keiko verbleef. |                                 |                   |                  |             |                  |
| 22 | Future Shock                    | 27 mei 2010       | 2 september 2010 | n.b.        | 10 juni 2010     |
| Het is D-Day (29 april 2010) en terwijl iedereen wacht om te zien of hun FlashForward visies uitkomen, ontdekt Mark de datum van de volgende blackout, en Simon, met Demetri, probeert te voorkomen dat dit gebeurt door in te breken in het NLAP mainframe. |                                 |                   |                  |             |                  |